# Zolpidem
Le zolpidem est un hypnotique de la classe des imidazopyridines. C'est un somnifère puissant, prescrit uniquement en cas d'insomnies sévères transitoires. C'est une molécule apparentée aux benzodiazépines (BZD), avec une demi-vie courte (environ 2h30) et une biodisponibilité élevée. Son élimination rapide et son absence d'effets perturbateurs des phases du sommeil comparé aux BZD en ont fait le somnifère de référence en France. Cependant, le fait qu'il augmente la durée du sommeil de stade 3 augmente le risque de parasomnies (tel que le somnambulisme), chez les personnes concernées. Selon certaines sources il peut provoquer des effets secondaires tels que des hallucinations visuelles et auditives, même à des doses thérapeutiques. Il est de ce fait classé parmi les psychotropes à risque d'abus, et est considéré comme un stupéfiant dans certains pays. Il est assimilé stupéfiant en France.

## Utilisations
Il est utilisé pour le traitement de l'insomnie sévère occasionnelle, transitoire ou chronique, et n'est délivré que sur ordonnance. Il possède une durée d'action limitée et est particulièrement recommandé dans les insomnies d'endormissement ; il est cependant important de prendre un avis médical avant de commencer le traitement. Il est préférable de l'absorber strictement au moment du coucher du fait de son action rapide. Il ne provoque en général pas d'effet résiduel au réveil, sauf s'il est pris trop tardivement (en milieu de nuit).
L'Armée de l'Air des États-Unis emploie le zolpidem, sous la marque de fabrique Ambien, pour aider des pilotes à dormir après une mission et contrer les effets des stimulants (modafinil ou dexamphétamine), tout comme le zaléplone et le témazépam,.
Quelques noms commerciaux du zolpidem sont : Ambien, Stilnox, Zolpeduar et Myslee (même laboratoire), Stilnoct, Hypnogen, Zolfresh, Siesta. Au Canada, il est connu sous le nom Sublinox. Ses effets hypnotiques sont semblables à ceux de la famille des benzodiazépines, mais sa structure chimique le classe dans la famille des imidazopyridines. Les doses communes d'Ambien sont de 5 et 10 mg. En France, le Stilnox de Sanofi-Aventis est l'hypnotique le plus prescrit sous forme de 7 ou 14 comprimés de 10 mg chacun, et est également vendu comme générique.
C'est l'un des somnifères les plus prescrits en France depuis son autorisation en 1988. En France, les excipients utilisés sont le lactose monohydraté (effet notoire), de la cellulose microcristalline, de la carboxyméthylamidon sodique (semblable au carboxyméthylcellulose), de l'hypromellose, du stéarate de magnésium, du dioxyde de titane et du polyéthylène glycol.
Le zolpidem est utilisé en psychiatrie dans l'évaluation de la catatonie, dans le "test au zolpidem". L'efficacité du zolpidem dans le cas évalué, quantifiée par une échelle spécifique, préjuge d'une bonne efficacité et renforce la certitude diagnostique. Son utilisation en tant que thérapeutique reste marginale du fait de sa métabolisation rapide, mais fait l'objet de cas rapportés,,.

## Mécanisme d'action
De par sa structure, le zolpidem permet de fortes interactions avec les sites récepteurs aux benzodiazépines, notamment de par les éléments situés :
- sur la chaîne acétamide, c'est-à-dire ici le cas d'un amide tertiaire à une activité maximale puisque ces substituants sont deux groupes méthyle ;
- sur l’hétérocycle, c’est-à-dire qu’un groupement méthyle en position 6 est nécessaire à l’activité ;
- sur le noyau phényle, le groupement méthyle est favorable à l’activité puisqu’il est donneur d’électrons.

Le mécanisme d'action du zolpidem est similaire à celle des benzodiazépines. Cependant, il est un modulateur positif des récepteurs GABA-A sélectif pour le sous-type alpha-1, ce qui lui donne un profil hypnotique-sédatif avec un faible potentiel anxiolytique.
En se fixant sur ces récepteurs, il renforce la réaction des récepteurs GABA lorsqu'ils sont activés par le GABA naturellement produit, ce qui augmente le nombre d'ouvertures du canal ionique Cl- et hyperpolarise négativement la cellule. Elle sera plus difficile à stimuler par courant électrique, quand des ions positifs tenteront de la charger positivement. Contrairement au barbital, le zolpidem et les BZD n'activent pas les récepteurs à GABA et ne font que renforcer leur activité naturelle; de ce fait ils ont un potentiel de surdosage moins important.

## Chimie

### Étapes de synthèse
Le zolpidem n'est pas structurellement un dérivé des benzodiazépines.
Voici comment se déroule la synthèse du produit:
1. bromation du 4-méthyl-acétophénone (1) à l'aide d'acide bromoacétique à 5 °C ;
2. condensation du dérivé bromé (2) avec du 2-amino-5-méthyl pyridine, de l'éthanol, du NaHCO3, avec un montage en reflux ;
3. réaction de Mannich à température ambiante avec l'intermédiaire imidazolé (3) à l'aide d'acide acétique en milieu aqueux, de la diméthylamine et de la formaline ;
4. le dérivé N, N-diméthyl amino imidazopyridine (4) est méthylé au niveau de l'ammonium tertiaire pour donner un azote quaternaire (réaction avec de l'iode méthylé CH3I en reflux et de l'acétone) ;
5. conversion de l'ammonium quaternaire (5) en cyanure, à l'aide de NaCN et d'éthanol en reflux ;
6. le cyanure du composé (6) est converti en acide carboxylique à l'aide d'une base forte (KOH), d'éthanol et d'un montage en reflux ;
7. réaction à température ambiante du composé (7) avec du carbonyl diimidazole et amidation avec du diméthylamine anhydre à l'aide de THF, et donne la molécule du zolpidem.

## Effets secondaires et précautions d'emplois
Le zolpidem nécessite des précautions d'emploi. Son usage est déconseillé aux personnes dépendantes (antécédent d'alcoolisme et toxicomanie), et en cas de :
- insuffisance respiratoire ;
- insuffisance hépatocellulaire (réduire la posologie) ;
- insuffisance rénale ;
- myasthénie (réduire la posologie) ;
- grossesse (ne pas utiliser lors du premier trimestre et, lors du dernier trimestre, utiliser la dose la plus faible possible) ;
- allaitement (faible passage dans le lait maternel) ;
- conducteur (réduire la posologie).

Les effets secondaires à diverses doses peuvent inclure :
- amnésie antérograde ;
- diplopie ;
- hallucinations, par tous les sens physiques, d'intensité variable, illusions ;
- somnambulisme, insomnie, cauchemars, tension ;
- dépendance physique et psychique ;
- comportements automatiques étranges ou inappropriés ;
- ataxie ou coordination motrice déficiente, difficulté de maintien de l'équilibre ou de coordination des mouvements ;
- euphorie, sensation d'ivresse ;
- confusion, baisse de la vigilance ;
- appétit accru, troubles digestifs ;
- libido accrue ;
- jugement et raisonnement altérés ;
- extraversion désinhibée dans les contacts sociaux ou interpersonnels, irritabilité, modification de la conscience, agressivité ;
- impulsivité accrue ;
- faiblesse musculaire, fatigue ;
- idées suicidaires ;
- éruption cutanée, prurit, urticaire superficielle ou profonde ;
- l'abus et l'utilisation prolongée de benzodiazépines, toutes molécules confondues, accroîtrait de 50 % le risque de contracter la maladie d'Alzheimer[25]. Cette hypothèse émise sur la base d'études de cohorte comparatives en 2011 n'a pas été validée ultérieurement.

Une fois le traitement arrêté, l'insomnie de rebond peut se produire, effet transitoire. Il peut survenir un phénomène de sevrage à l'arrêt brutal du traitement, avec :
- anxiété importante ;
- insomnie ;
- douleurs musculaires ;
- agitation ;
- irritabilité ;
- maux de tête ;
- engourdissement ;
- picotement des extrémités ;
- sensibilité anormale au bruit, lumière ou contacts physiques.

Certains consommateurs utilisent le zolpidem comme drogue récréative, pour ses effets secondaires. Des formes de toxicomanie au zolpidem ont été décrites, avec notamment une dépendance. Bien que le processus soit encore mal compris, l'administration médicalement encadrée de zolpidem à des patients dans un état comateux jugé irréversible a permis de réveiller plusieurs d'entre eux,. La demi-vie du zolpidem (2 heures) nécessite une prise régulière pour en maintenir les effets.
Il semblerait que la prise de zolpidem puisse accroître le risque de survenue d'idées suicidaires, d'après une étude de la FDA,.

## Recommandations
Dans un communiqué du 10 janvier 2013, la Food and Drug Administration (FDA) recommande que la dose prise au coucher soit diminuée en raison de nouvelles données montrant que, chez certains patients, les niveaux sanguins de cette molécule restent élevés le matin suivant l'utilisation, et risquent ainsi de gêner les activités exigeant de la vigilance, y compris la conduite. Par ailleurs, la dose recommandée de zolpidem pour les femmes devrait être ramenée de 10 mg à 5 mg pour les produits à libération immédiate et de 12,5 mg à 6,25 mg pour les produits à libération prolongée.
Pour le zolpidem et comme pour tout médicament pour traiter l'insomnie, la FDA recommande de toujours choisir la plus petite dose efficace pour le patient et de l'informer que les effets de ces médicaments peuvent encore se faire ressentir malgré le sentiment d'être tout à fait réveillé.

## En France
En France, le Stilnox et ses génériques font l'objet d'un suivi renforcé par l'ANSM en raison de leurs utilisations détournées (abus, trafic, etc.) et la réglementation sur la prescription et la délivrance a été modifiée en avril 2017. Sa structure est apparentée à l'alpidem, un médicament de la même classe utilisé comme anxiolytique, retiré du marché peu après le début de sa commercialisation du fait d'une forte hépatotoxicité.
Le zolpidem était l'hypnotique le plus prescrit en France en 2017 selon l'ANSM, avec 22 millions de boîtes vendues en pharmacie libérale (hors délivrance hospitalière). En Suisse, le zolpidem est listé parmi les produits stupéfiants conformément aux recommandations de l'OMS. En France, il est sur la liste des psychotropes mais ses conditions de prescription sont calquées sur celles des stupéfiants.
Un arrêté ministériel du 7 janvier 2017 a renforcé les conditions de prescription et de délivrance du zolpidem par voie orale à compter du 10 avril 2017. En raison d’un risque de pharmacodépendance, d’abus et d’usage détourné jugé supérieur à celui du zopiclone, la prescription de l’ensemble des médicaments à base de zolpidem (Stilnox et ses génériques) nécessite les éléments suivants : prescription sur une ordonnance sécurisée ; prescription en toutes lettres du nombre d’unités par prise, du nombre de prises et du dosage ; chevauchement interdit, sauf mention expresse portée sur l'ordonnance.